# Joaquim Sarret i Arbós
Joaquim Sarret i Arbós (Manresa, 4 d'agost 1853 - Manresa, 25 setembre 1935) fou arxiver, historiador i cantor manresà. Cursà els estudis primaris al Col·legi de Sant Ignasi dels Jesuïtes de Manresa. Quan feia el batxillerat en aquest mateix col·legi, s'aprovà l'expulsió dels Jesuïtes arran de la Revolució de 1868. Se'n va cap a Igualada, on acabà el batxillerat.
Durant trenta anys fou cantor de la Capella de Música de la Seu. Cantà també a l'Acadèmia Filharmònica de Manresa (constituïda el 1883) i al cor claverià de Sant Josep.
Va ser fundador i president del Centre Excursionista de la Comarca de Bages. Era president i fundador de la Lliga Espiritual de Nostra Senyora de Montserrat. Fundà i dirigí la revista Mariana. El 1896 fou nomenat arxiver auxiliar de Manresa. Leonci Soler i March continuava com a arxiver honorari i cronista de la ciutat. La dedicació a la política i la posterior mort de Soler i March, portaren a Sarret a ser l'arxiver municipal. El 1917 l'Institut d'Estudis Catalans li atorgà un premi per l'ordenació i classificació de l'Arxiu.
Era acadèmic de les Bones Lletres de Barcelona, acadèmic de la Llengua Catalana i acadèmic de Belles Arts de San Fernando de Madrid. L'any 1933 fou nomenat degà dels Arxivers de Catalunya.

## Obra

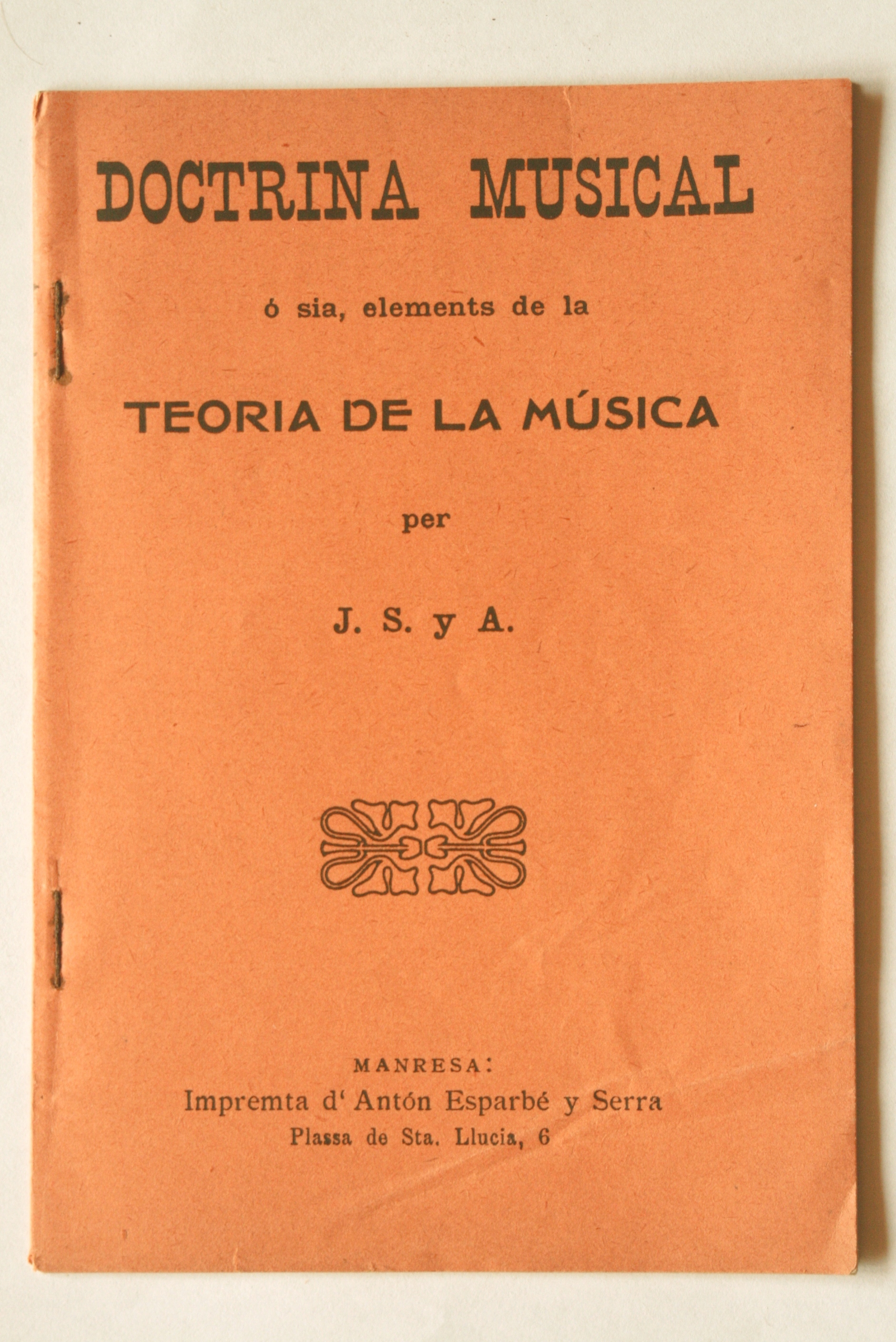
Portada de la seva Doctrina Musical

És autor de més de trenta llibres i nombroses publicacions -moltes d'elles inèdites- sobre història de Manresa, entre les quals destaquen els cinc volums de Monumenta historica civitatis Minorisae (1921-1925).
- La cèquia de manresa, escrita en català antic, descriu la història de la séquia de Manresa. Editat l'any 1906 a Manresa.
- Història de Manrèsa, escrita en català antic. Editat l'any 1910 a Manresa.
- El Incendio de Manresa : histórico : primer centenario 1811-1911 : homenaje á los héroes de la Independencia, 1911.
- Reial confraria dels Cossos Sants, 1912.
- Art i artistes manresans, 1916.
- Historia religiosa de Manresa, iglesias y capillas, 1924.
- Noticiero-guia de la muy noble, muy leal y benéfica ciudad de Manresa. Obra escrita en castellà, limitada a 600 exemplars i editada l'any 1955 a Manresa. Descriu els diferents edificis de la ciutat: Ajuntament, Jutjats, Escorxador, Basílica, Hospitals, Esglésies i Cementiri, amb fotos de principis del segle xx i altres dades d'interès.
- Història religiosa de Manresa: esglésies i convents, Manresa: Caixa d'Estalvis, D.L. 1987. ISBN 84-505-5060-2
- Història de l'estat polític-social de Manresa, Manresa: Caixa d'Estalvis, D.L. 1987. ISBN 84-505-5061-0
- Manresa en la guerra de la independència 1808-1814, Manresa: Caixa d'Estalvis, 1986. ISBN 84-505-2850-X
- Historia de Manresa, Manresa: Caixa d'Estalvis, 1984. ISBN 84-505-0259-4
- Història de la indústria, del comerç i dels gremis de Manresa, Manresa: Caixa d'Estalvis, D.L. 1981. ISBN 84-500-4611-4